# Dimension W －第四次元－
《Dimension W －第四次元－》是岩原裕二的科幻日本漫畫作品，史克威爾艾尼克斯出版，2011年9月在《YOUNG GANGAN》開始連載，後移籍至《月刊BIG GANGAN》上繼續連載至完結。2015年7月公布將改編為動畫的消息。

## 故事簡介
故事發生在2072年，人類發現被稱為「W」的第四次元，並從其中成功取出無窮無盡的能源，同時也發明一種小型化、能以個人方式攜帶的次元能量接收裝置「線圈」的「世界系統」，一舉解決能源危機，世界開始進入夢幻的未來時代。
可是，在這份美麗的願景之後，是骯髒污穢的嚴酷事實。無窮無盡的能源造成嚴重的社會貧富差距，透過非法管道製造的「非法線圈」產生許多犯罪，警察已無力介入非法線圈造成的犯罪。
真淵·京馬是一個專門從罪犯手中回收非法線圈的「回收業者」，某一天，他在執行一項委託行動的時候邂逅神秘的美少女米拉，隨後不僅發現米拉是一個人造人，而且兩人也開始一起追尋第四次元「W」背後的巨大秘辛。

## 登場角色

### 主要角色
真淵·京馬（聲：小野大輔）
本作主角。回收非法線圈的「回收者」。
前對線圈特殊戰鬥部隊「戈蘭德爾」成員，擁有「戈蘭德爾的猛獸·狼」之稱號，此稱號只頒發給部隊裡才能突出的成員，復活節島事件導致部隊滅亡之前，只有五位成員得到猛獸專屬稱號。
看似是個只以回收線圈為重、以高額報酬為目的的冷漠男子，實際上是個俠義心腸的熱血男兒，並受到許多小孩子喜歡。平常開的愛車是豐田2000GT，沒工作時會把大部分時間花在對愛車進行改造和保養，此外還私藏一輛凌志LFA。
在日常生活已被線圈充斥著的社會裡仍堅持不會使用除了手機以外的線圈製品。在他还是特種部隊成員時，遇過線圈失控導致次元破損從而引發的災難，衝擊過大而失去當時一部分記憶，以及曾經有個妻子，但死於線圈暴走失控事故，也是京馬討厭線圈的原因。
有著單手投擲物品皆能完全命中目標的本領，主要是以鐵籤和體術應敵。
後來在復活節島事件中，重遇遙·希邁亞，為了找回完美線圈——GENESIS，在米拉的幫助下修復記憶，知道雅在死前制止京馬用GENESIS來救她，京馬明白其妻子的心意後，就不再抗拒線圈。
百合崎米拉（聲：上田麗奈）
本作女主角。百合崎博士的妻子製作的人形機械人。
完成度極高，乍看之下與一般人類少女的外表與言行幾無差異，甚至還會睡眠休息。實際上有著遠超人類的肉體能力與搜索、分析能力，連結、入侵電腦系統的能力也非常優秀。
頭部的電子頭腦構造異常的複雜，無法用常規方式進行外部解讀。可通過尾巴的接口直連其他線圈加以控制。
遵守了百合崎士堂博士的最後命令「跟著非法線圈走」而拜託瑪麗希望能成為回收者，在瑪麗的決定下與京馬組成搭檔。
曾記錄下百合崎博士一家遭殺害時的一幕，但被瑪麗下令刪除。因為是百合崎博士的遺產之一而處於極危險的立場，因此在有外人的情況下會偽裝成一般的機器人。
因為某些原因，京馬都只稱其為「機器人」、「廢鐵」、「廢物」、「喂」，而從不叫她的名字「米拉」。
頭部以下的部位，原本是用做京馬的妻子四阿屋雅移植用的醫療義體，而後被百合崎賽拉拿來製作成現在模樣。
復活節島事件中幫助京馬修復記憶，但由於修復的過程超過了一般線圈的負荷，令線圈接近暴走（W具象化），為了不危及京馬，在京馬甦醒前離開了，並把自己當作炸彈，打算犧牲自己，將遙·希邁亞一同殺死，但京馬制止了她，但仍然無法制止線圈具象化。在具象化之際，在W次元中見到了百合崎士堂博士，告訴米拉「好好學習人類的一切」，之後更為她安裝了一個更新和能量更好的線圈，避免了她的線圈暴走（漫畫中，她自己並不知情，只知道自己沒有因W次元具象化而死）。
阿爾伯特·舒曼（聲：石田彰）
新特斯拉的精銳調查部隊「Qi」的負責主任。也是京馬的前戰友。
前對線圈特殊戰鬥部隊「戈蘭德爾」成員，擁有「戈蘭德爾的猛獸·山貓」之稱號，此稱號只頒發給部隊裡才能突出的成員，復活節島事件導致部隊滅亡之前，只有五位成員得到猛獸專屬稱號。自稱是使用任何長兵器的名人，同時也是以長形狙擊槍進行狙擊的高手。
時常面帶笑容，但京馬總是看他不順眼。
瑪麗（聲：齊藤貴美子）
貧民區的大姐大，京馬現在的雇主。
表面看起來只是個咖啡廳老闆娘，暗地裡為「回收者」的僱主與情報商。
心胸與身材都很寬大，收留了本身就是危險因素的米拉，並要她和京馬一起行動。
科爾洛基（聲：松岡禎丞）
瑪麗手下的少年。天才工程師兼駭客。
分析了米拉的構造，並在米拉嚴重受損時修復了她。同時也對米拉進行了掩飾性的改造。
克蕾亞·史凱哈特（聲：深見梨加）
新特斯拉能源「CENTRAL47」COO，日本政府也無法違逆其意見。
看似是個貴氣的老夫人，但對百合崎母女遭新特斯拉內部人員殺害一事只表達出「這是誤會」的冷酷回應，為保持CENTRAL47和世界系統的穩定會採取任何手段。

### 百合崎家
百合崎士堂（聲：土師孝也）
發明了能夠從第四次元無窮無盡地取得電力的物品「線圈」，並仗此裝置成立新特斯拉能源，也是提案成立對線圈超人部隊「戈蘭德爾」的人。
於故事開始的兩年前突然失蹤，實為妻女皆遭到新特斯拉的內部人員預謀殺害，於是帶著剛完成的米拉和尚在開發階段的新系統逃亡。
在被新特斯拉的人找到後以完成的「二重線圈」破壞掉周遭所有的線圈引發異常現象而讓自己的肉體與研究成果全部消失無蹤。
對米拉來講是有如父親一樣的人。於復活節島事件的最後出現在線圈進入暴走狀態的米拉面前，並用二重線圈替代了米拉所用的線圈。
百合崎賽拉（聲：本田貴子）
世界第一機器製造技術科學家，百合崎士堂的妻子，百合崎米拉的製作者。
百合崎士堂發現W次元後，在製造線圈與中樞塔的功勞上，一半要歸功與她。
故事兩年前遭到新特斯拉能源內部人士預謀殺害。
百合崎莓（聲：夏川椎菜）
百合崎士堂、百合崎賽拉之女兒，「米拉」這個名字的命名人，兩年前與母親一起遭到殺害。

### 事件登場角色

#### CENTRAL47美術館事件
LOSER（聲：中村悠一）
真名為裘利安·泰勒·史密夫，前復活節島幻之61號中樞塔「ADRASTEA」研究所研究員。
帶著面具的藝術品怪盜，由於其高調的宣傳手段，與每次都失敗的事蹟，擁有眾多支持的粉絲，實際目標是藏在藝術品裡的「NUMBERS」線圈。在復活節島W次元失控事故痛失同是研究員的愛妻索菲雅，並被奪去四肢與面容。
知曉京馬的過去。
伊莉莎白·格林諾夫·史密夫（聲：鈴木繪理）
LOSER的養女。
擁有天才般的科學技術，行動裡主要是干擾通訊設備與製造特效，以便LOSER行動。幕後則負責維持LOSER身上的維生裝置和身上的「NUMBERS」。使用的動物型機器人都是自己製作的，尤其喜歡使用蝙蝠型的機器人。為了協助養父尋回妻子蘇菲亞而一起行動，LOSER死後就開始獨自行動。
最初登場時偽裝成小男孩的模樣，八十神湖事件開始以金髮的小惡魔蘿莉塔裝扮偽裝成回收者的身份登場。
實為辛迪加所訓練、具有天賦才能的孩子們之一，當時被組織稱為「烏諾」，在知道外界的事情後就逃離辛迪加位於地下的據點。
克萊門特·維卡斯（動畫版只標明為「館長」）（聲：新垣樽助）
CENTRAL47綜合美術館的館長。是個十分注重細節的中年男子。
因為害怕LOSER真的奪走美術品，於是用非法線圈強化了接待用人形機器人們（聲：山村響）來應對。但機器人損壞後他意圖趁次元管理局前來前藏起非法線圈卻導致其暴走，造成「W的具現化」現象發生，自己也被捲入而使得肉體崩壞，和破碎的現象結合成永恆存在的異形姿態。

#### 積分事件
白川仁（聲：東内マリ子）
京馬家附近的貴族小學的學生。野孩子。
利用監視系統的漏洞常跑到京馬家附近遊玩，結果遇到廢棄車輛的崩落，在米拉的相救下受了點傷，因此大扣積分而面臨了人生的危機。
鈴木山
白川家的管家。看似溫厚，內心險惡。
利用自己找到的可改變積分的方法想賺大錢，因此特意縱容仁等人常去京馬家附近的廢棄車輛處遊玩，並利用這機會導致車輛崩落。
有著「在中學期間因為涉入傷害致死案件致使自己的積分大幅被扣，母親因此瘋狂而砍下其雙手並自焚」的慘痛過去。
平目大一郎
自稱「投資者」。和鈴木山合作，實為計畫的主謀。趁京馬抓到鈴木山的時候逃走。
莎拉·史凱哈特（聲：久保百合花）
和仁在一起遊玩的野小孩成員之一。和米拉關係很好。
實為克蕾亞的孫女。和祖母不同，說話時有關西腔。
翔太、哈姆（哈蒙德）（聲：芳野由奈、大地葉）
和仁在一起遊玩的野小孩成員之一。瘦小的是翔太，較胖的是哈姆。
與仁他們都知道了米拉是人形機器人的事，但都保密未讓大人知道。

#### 八十神湖事件
榊四十郎（聲：木島隆一）
住在八十神湖附近的懸疑小說家。以發表描述「逐漸死去的生動過程」的作品聞名。因為離奇地在自家書房中被飲水機的水給淹死，而引發阿爾伯特以新特斯拉官方的名義委託瑪麗派出京馬去調查此事。
加藤清海（聲：葉山郁美）
榊家的年輕女僕。第一個發現離奇死亡的榊四十郎的人。在榊生前的每晚都負責送宵夜到其書房。
蕾納塔＆佐雅·安東菲艾福
榊家所開設的旅館的女服務生。烏克蘭出生的雙胞胎姊妹。京馬因為對之前美術館事件中的雙子機器人所裝設的非法線圈暴走事件仍記憶猶新的緣故而對這兩位抱有些許的情結。
蒔田清純（聲：青山穰）
八十神旅館的總經理的中年男性。想堅守崗位至最後一刻。對死去的老闆榊四十郎的作品瞭若指掌。
水鳥川美鈴
山海大學恐怖研究會的會長的女大學生。是榊四十郎的粉絲，打算找出榊離奇死亡的真相而來到旅館。在網路上應徵了同伴伊莉莎白一起前來，初次登場時還特地打扮成魔女的樣子。
是個開朗並擅於社交的人，對初次見面的米拉十分中意，打算要和她成為朋友。
禿山敦（聲：相馬康一）
離奇死亡的榊四十郎的好友，過去曾是醫生，現在以寫作維生，打算寫部友人的傳記作為紀念而來到八十神旅館。
看似溫厚，實際上根本不是榊的好友，而是以榊的秘密勒索他的人，並與多起詐欺事件有關。來到旅館也不是為了寫傳記，而是在調查八十神湖背後的秘密。
為離奇死亡事件的第二名受害者。
榊茉莉紗（聲：石上靜香）
榊四十郎的妹妹，在其死後成為旅館的老闆。因為兄長離奇死亡而悲痛地將自己鎖在房間內不肯見人。
真實身份為在二十一年前事故後喪失記憶的榎南森晴香，而真正的茉莉紗已在十四年前的交通事故中死亡。在甦醒後經常夢見過去的友人不斷襲擊人們，使四十郎在詢問黑田教授後得知其夢境、「NUMBERS」線圈及八十神湖的水是連接兩方世界的橋樑。
城島田歩
信州警察搜查一課副警部。在第二名離奇死亡的禿山死後下令將旅館封鎖好找出真兇的警方指揮官。是個眼神銳利、身形寬大的男性。討厭來搗亂的回收業者，並打算趁機破除八十神湖鬧鬼的傳言。
藍（聲：手塚弘道）
犯罪集團的回收業者三人組中的領袖兼參謀。戴著眼鏡的男性。與京馬同樣是發現了榊離奇死亡的背後有非法線圈的影子而來到八十神旅館，對自己收集情報的能力很有自信，因此對無法找到太多訊息的京馬和米拉十分警惕。個性慎重冷靜。
白
回收業者三人組之一。體格壯碩的光頭男。比較沉默寡言。
紅（聲：櫻井浩美）
回收業者三人組之一。穿著無袖背心的女性。感情表達非常直接。
市井（聲：杉崎亮）
八十神旅館地下餐廳的主廚。
黑田謙治郎
物理學教授。21年前將「NUMBERS」線圈借給了學生榎南森，在事故發生後擔負起責任請辭。
榎南森晴香（聲：石上靜香）
黑田教授的實習生的女性。在21年前為了抗議電力公司強行興建水壩要淹沒家鄉八十神村一事而挺身抗爭。因此向教授借來「NUMBERS」線圈試圖證明水壩發電已是過時的產品。但因為天氣突然惡化，水壩提前洩洪導致村子被淹沒，自己與其他一起來抗議的年輕人都喪生在此事故中。所借來的NUMBERS也因此下落不明。
是八十神湖傳聞的鬧鬼事件裡出現的「穿洋裝的女幽靈」，實際上是藉由NUMBERS的力量而再現的全像投影。
森永良子（聲：渡邊明乃）
21年前反對興建水壩的人之一，短髮女性。於21年前的事故中身亡。藉由「NUMBERS」的力量而再現，抓住了米拉，並表示自己是痛苦而死，所以喜歡看到別人也跟著痛苦而亡。
神木四郎（聲：木島隆一）
反對興建水壩的年輕人們的領袖。實為21年前的榊四十郎本人，是在事故中因為做出了不同的選擇，而藉由「NUMBERS」的力量存在於世。於良子抓走米拉後出現，表示為了讓自己和同伴所存在的世界繼續下去，而打算排除掉所有威脅到其「生存」的人，並打算對現實世界進行復仇。

#### 米拉的京馬觀察日記事件
排氣管人
CENTRAL3的強盜通緝犯。身體有35％已機器化，利用非法線圈驅使的強力拳擊據說可以粉碎一切任何物體。

#### 復活節島事件
薩爾瓦·愛尼·提貝斯提（聲：鳥海浩輔、小松未可子（童年））
外號「非洲之風」，23歲，非洲中部國「伊賽羅」的王子。世界第一機器人製造公司「伊賽羅」社長。新特斯拉能源「CENTRAL60」COO（最高執行負責人）。
有著不輸給好萊塢明星的俊俏外表，更是世界級的單身貴族，因此受到許多少女的歡迎。
實際上是個手段冷酷的菁英份子，為了得到百合崎博士的遺產甚至不惜發動戰爭。為了完成自己的計劃，也不讓其他新特斯拉的幹部有機會插手，所以邀請了世界上能力卓絕的回收業者去調查復活節島。
盧威·奧拉·提貝斯提（聲：山下大輝）
年齡不詳，非洲中部國「伊賽羅」的二王子。
長得像女孩子的嬌小美少年，因為過去的事故使其癱瘓得靠機器維持生命，現在在外活動的是透過遙控的人工製造的機器義體。有著與嬌小外貌不符的強悍戰力，能一擊就將瑪莉用來當保鑣和威嚇作用的機器人「4」給打爛。除此之外的表現就像個普通的小孩子。
四阿屋樁（聲：大原沙耶香）
和服店「四阿屋」之老闆娘，屋雅的親姐，京馬的義姐，與京馬同齡。
京馬身上穿的鐵針特製法被就是出自與她的設計與製作。
外表是個溫和優雅的古典美人，但一發怒起來連京馬也感到害怕。
四阿屋雅（聲：奥谷楓）
屋椿的妹妹，京馬曾經的戀人，於高中時代與父母離異的京馬相遇，並一直待在京馬身邊，是京馬獨一無二的戀人，最後互許終身，成為京馬的妻子。
某一天突然患上肌肉慢慢衰退死亡的不治之症，京馬想到唯一拯救雅的希望就是百合崎士堂博士的妻子百合崎賽拉研究的「全身義體化」，但治療的代價就是加入對線圈超人部隊「戈蘭德爾」作為戰鬥員，替雅代償治療費用，但是雅最後死於線圈失控暴走事故。其原本要移植的頭部以下全身義體，事後則被百合崎賽拉拿去製作百合崎米拉。
曾與京馬有過「不殺人」的約定，京馬也始終未曾忘卻此事。
拉希緹（聲：能登麻美子）
薩爾瓦的護衛，在其身邊執行各種任務的得力助手。
「黛比與哈利」伊斯特利法兄妹（聲：阪口大助（哈利）久野美咲（黛比））
「CENTRAL3的破壞專家」尤里·安東諾夫（聲：間宮康弘）
全美第一的回收業者·「英雄」傑森·克萊斯勒（聲：竹內良太）
全美第二的回收業者·「打擊手」K·K（聲：津田健次郎）
「墨西哥狂人」衝鋒槍貓女·凱西蒂（聲：藤井幸代）
收到薩爾瓦的「挑戰書」而來到復活節島集合的回收業者們，也是受到「虛無」襲擊後倖存的幾人，除了伊斯特利法兄妹和京馬遭遇後一起行動外，其他人都是各行其道。
蘇菲亞·泰勒（聲：高橋美佳子）
LOSER，也就是裘利安·泰勒·史密斯的妻子。傳送裝置「阿德剌斯忒亞」的開發者與研究主持人。
在遙·席邁亞想透過人體實驗完成「GENESIS」時故意讓傳送裝置暴走好粉碎其野心。
因為其生體認證是啟動傳送裝置的必需品，所以其心臟和雙手被席邁亞保留了下來。
遙·席邁亞（聲：梶裕貴）
百合崎博士的學生，個性難以捉摸，對線圈瞭若指掌。
對百合崎博士終極理論的線圈「GENESIS」非常的執著，在GENESIS被新特斯拉禁止繼續開發後轉入暗處，並在世界各地引起戰亂，最後回到復活節島唆使其他不滿的科學家對新特斯拉掀起叛亂，實際上卻是利用他們繼續完成GENESIS。
但GENESIS完成後不久，復活節島即被格倫戴爾攻入，並在實驗GENESIS的過程中被京馬亂入，GENESIS更被京馬搶走而引發了暴走，自己也被捲入W次元。
在薩爾瓦邀請知名的回收業者來到復活節島尋找GENESIS時再度出現，並試圖抓捕京馬了解GENESIS的下落。

### 辛迪加
德雷克·荷頓
右側額頭上有著十字傷痕的男性。辛迪加的首領。殺害了百合崎雪拉與其女的兇手。戰力驚人，凌駕於有著超人體能的「格倫戴爾」前成員響麻與阿爾伯特之上，光靠殺氣就能讓響麻有自己被秒殺的錯覺。
杜韋
女性。辛迪加的特工之一。只靠鍛鍊與強化服就能和使用機器義體的魯威王子對戰。
禮物是「看穿構造物的弱點」。
塭堤
身上四處都是縫線的男性，辛迪加的特工之一。
挪威
臉上有著星形標記的女性，雙腳為機器義肢。辛迪加的特工之一。

### 其他角色
羅賽（聲：木村珠莉）
在單行本的最後負責解說、新特斯拉CENTRAL47的導遊用人形機器人。
因為是雪拉型機器人而和「某人」很像，會很親切地解說相關事務，但也有對違反新特斯拉規定者做出「正確處理」的冷酷一面。

## 用語解說
線圈
正式名稱為「次元間電磁誘導裝置」。
是以2036年發現的第四次元「W」中抽取其蘊藏的無盡能源、因此生成電力並供給到世界，到2062年已普及至世界各地。
內部構造在國際法規定上是嚴格保密的，只知道內部非常的複雜難解。不過即使將其分解也無法了解是如何運作的，且此行為會立即引發警報讓新特斯拉的人知道此事。
具有發信功能和內部限制，因此無法將其使用在非法手段上。並有使用期限。
非法線圈
解除一般線圈上的限制，令其可以用在違法用途的線圈通稱。
外表與一般線圈無異，不過其中的性能和破壞力都遠遠超過（像是裝在電動式水槍的話，可以將花瓶擊碎）。
危險性極高，尤其是使用過度會造成的「W具現化」的次元能量暴走現象更是異常的危險，因此成為新特斯拉公司首要的取締對象。
大規模的製造工廠會遭到新特斯拉的抹殺，在裡世界中則交由回收者進行處理。
因為沒有發信功能，因此無法鎖定位置。
二重線圈
百合崎博士在逃亡期間所開發的線圈。能將半徑兩公里內的所有線圈引發高熱與強光並將其破壞，並同時造成有如小型黑洞的現象。百合崎博士因此就這樣消失在新特斯拉的追查人員面前。
在復活節島事件的最後，由百合崎博士將其安裝在米拉的身上。
回收者
以回收非法線圈為生的人們的稱呼。通常是在接受委託後才會展開行動，需要比同行的行動更快才能因此獲利，所以很注重情報的收集與調查。
大多數成員都沒有所謂的正義感，只是為了報酬而行動，因此我行我素引發事故的人也是不少。
新特斯拉
管理線圈的集團。正式名稱為「新特斯拉能源」，是世界上最大的獨佔企業。名稱是取自提出「世界系統」構想的發明家尼古拉·特斯拉，創立者為百合崎士堂博士，現由評議會負責管理。
具有凌駕於國家之上的權力，消息封鎖能力很高，有很多內部重要情報都未被世人了解。對抵抗者會採取毫不留情的態度加以消滅。
次元管理局「DAB」
全稱為「Dimension Administrative Bureau」，工作內容是「線圈與W次元對地球環境的調查與管理」。線圈意外的調查、非法線圈的狀況調查、排除因線圈而產生的次元障礙皆是其主要任務。
其中負責最危險任務的是精銳調查部隊「Q－investigation force」，通稱「Qi」，成員皆穿著動力服。以調查主任為現場指揮官執行任務。
戈蘭德爾
由百合崎士堂博士提案成立，以千錘百鍊的肉體與精神為武器、成員皆為以肉身使用非機器武裝的超人戰鬥集團，是新特斯拉所組成的對線圈兵器特殊部隊。主角京馬與阿爾伯特都曾是其中的一員。
故事開始的四年前因為復活島上發生的事件而導致成員幾近全滅，並在事後被解散。
新特斯拉對外則表示「因為戰爭已結束而解散該部隊」來掩飾真相。
阿德剌斯忒亞
被稱為「夢幻的第61號能源塔」，是位於復活節島上的新特斯拉極機密研究設施。本來是為了開發宇宙而在此研究傳送裝置與啟動裝置的究極線圈「GENESIS」的研究所，也是後來線圈戰爭的起點。最後該處因為遙·錫邁亞引發的線圈事故導致整座復活節島都被虛無籠罩，除了響麻外無一生還。
核心線圈「NUMBERS」
中樞塔建成前分配給世界各地作研究用途的試驗型線圈（當時稱為β線圈、微型迴路、MG），除了上面有著編號外與一般線圈並無規格上的差異。
比起一般線圈（包括非法線圈在內），與W次元的連結更深，性能也更強，但其不穩定的危險度極高，甚至在非法線圈之上。
新特斯拉所掩飾的大規模或無法理解的線圈事故多半都是由NUMBERS所引起的，因此也是新特斯拉排在第一的回收目標。
現存數量約300個左右，多半藏在某些美術品之中。
創世（GENESIS）
以百合崎博士的理論為基礎所製作的線圈，但因為太過危險而被新特斯拉下令禁止繼續開發。
可說是引發線圈戰爭的真正原因，因此相關訊息都被列入新特斯拉的最高機密。
就算是無中生有也能辦到的究極線圈，也是薩爾瓦為完成自身理想的必須之物。和百合崎博士最終遺產的二重線圈並無關聯。
W的具現化
次元能量暴走後造成的現象。會以線圈為中心將周遭的一切事物粉碎、變形再固定。
人形機器人
模仿人類外觀和行爲的人型機器人。心臟部位是以線圈驅動。是由人體的義體技術平行進化而來，每個部位都被設計成可移植到人體上。在高級品與限定品中甚至會有奈米機械來模仿人類的新陳代謝用來自我修復。有著凌駕於人類之上的身體能力，但因為AI技術還未完全成功，因此行動上顯得極為合理化而缺乏感情。
規定上要為了與人類做出區隔而強制在頭部要裝上明顯的外部特徵。在本作中除了人型外，也有模仿動物外型的機器人。
賽拉型
百合崎賽拉博士所開發的醫療用人形機器人，對外公開的訊息是電子頭腦部分尚未完成。可以使用AI技術使其用在軍事或一般用途上。具有各種人工器官、多孔質鈦合金骨骼、奈米碳管／高分子複合型人工肌肉，並採用奈米機器管理。就機器人來講有太多多餘的器官，但希望與人體維持相近的運作方式是賽拉博士的目標。
本來是用來置換罹患肌肉萎縮症的四阿屋雅的身體，所以在體型、身高等規格上都與她的身體一模一樣。
賽拉博士唯一成功的電子頭腦完成品即是米拉，並在完成當日記錄下賽拉與其女遭殺害的一幕，此訊息只有響麻、瑪麗和科爾洛基與米拉本人知道。
點數
本作中主要的社會系統之一。相當於一個人的人生評價。
是以手上的手環內的ID晶片與系統連線，對該人物的行動時間與範圍皆有嚴格的規範，只要稍有違反就會立即被扣除相應點數，嚴重的話有可能導致像是從一流名校被退學而不得不轉入三流學校的處境。
在漫畫第十卷已知要被廢止。
生物認證
於本作中使用設施、購買物品所必需的ID認證。也相當於身分證明。
如名稱所示，只有人類可以使用，人型機器人不列在內，因此後者只能使用現金購買所需物品。
百合崎一家失蹤事件
故事開始的兩年前，百合崎士堂博士一家突然神秘失蹤的事件。真相是新特斯拉派出的人殺害士堂博士的妻子與女兒，而士堂博士之後帶走剛完成的米拉逃走。
新特斯拉內部是以前調查主任誤解上層的意思，為了搶奪百合崎博士的研究而採取過激的手段，該主任已遭內部嚴厲處分，並由阿爾伯特接任該職位。
塔
正式名稱為新特斯拉能源塔，世界上共有60座。高度約1300公尺，目的是為了穩定W次元能量與對線圈的監視。所有的塔都與W次元緊密的連結在一起，覆蓋著整個地球的三次元。
CENTRAL
被塔所包圍的獨立行政區。是為了新特斯拉的員工所造，同時也是讓塔不受到政治力影響的堡壘。會依塔所在的地區情況與文化來進行設計、營運。在紛爭區域會特別建造成無法讓人靠近的構造。位於日本的CENTRAL47則是放棄「教育」與「軍事」上的權力換取在其他方面的獨立性。

## 地名
日陰街
非法入境者與黑道橫行的貧民街。內中動線複雜，初次來的人多半都會迷路。
百合崎博士和米拉就躲在此處。
八十神湖
位於日本信州地區、群山環繞的湖泊。在湖岸附近有座名為八十神島的小島，此島只有一條對外聯絡道路。島上的兩棟建築物本為旅館，後被榊家給買下，一棟作為榊家的私宅使用，另一棟則仍經營著旅館。因為地點偏僻和鬧鬼傳聞，當地人也很少住在附近。
實為21年前電力公司為了確保自己的利益而強行建造的人造湖。當時的八十神島與旅館其實是在山上，底下則有著一座村莊。
在榎南森晴香為了保護村子而借來「NUMBERS」，但因天氣惡化導致提前洩洪使抗議的年輕人們全數被水淹沒的事故中，連NUMBERS也跟著失去蹤影，之後便不時傳出湖的周圍有鬧鬼的傳聞。
新特斯拉為了回收NUMBERS而在11年前和8年前都派出過調查隊，但最後都無一例外的離奇溺死，可是鬧鬼傳聞也隨之消失，新特斯拉也不再派人進行搜索。直到榊四十郎離奇死亡後確認了NUMBERS又開始產生作用才又委託京馬等人前來調查。
復活節島
本作故事開始的5年前，新特斯拉因為內部紛爭開始互相攻伐之時，由主張將線圈無償自由化的派系所佔據最後據點的島嶼。
不過在戈蘭德爾的進攻作戰中發生了「某件事」，導致島上的線圈產生不明變化，島上所有生命全數消失而死寂化。當時島上人數約一萬多人，可是事件後唯一找到的生還者只有響麻，並喪失了事件中所有的記憶。
事後島嶼被新特斯拉嚴密封鎖，只有零星的調查團隊才能獲准進入。

## 出版書籍
| 集數 | 史克威爾艾尼克斯 | 史克威爾艾尼克斯       | 長鴻出版社     | 長鴻出版社           | 文化傳信       | 文化傳信               |
| 集數 | 發售日期         | ISBN                   | 發售日期       | EAN                  | 發售日期       | ISBN                   |
| ---- | ---------------- | ---------------------- | -------------- | -------------------- | -------------- | ---------------------- |
| 1    | 2012年4月25日    | ISBN 978-4-7575-3575-6 | 2013年12月12日 | EAN 471-5409-86164-5 | 2014年1月1日   | ISBN 978-988-8195-90-9 |
| 2    | 2012年7月25日    | ISBN 978-4-7575-3676-0 | 2014年4月18日  | EAN 471-5409-86422-6 | 2014年3月21日  | ISBN 978-988-8196-08-1 |
| 3    | 2013年1月25日    | ISBN 978-4-7575-3866-5 | 2014年6月11日  | EAN 471-5409-86550-6 | 2014年4月25日  | ISBN 978-988-8196-69-2 |
| 4    | 2013年7月25日    | ISBN 978-4-7575-3991-4 | 2014年9月18日  | EAN 471-5409-86686-2 | 2014年7月26日  | ISBN 978-988-8196-70-8 |
| 5    | 2014年1月25日    | ISBN 978-4-7575-4211-2 | 2016年1月6日   | EAN 471-5409-86983-2 | 2014年11月13日 | ISBN 978-988-8318-13-1 |
| 6    | 2014年7月25日    | ISBN 978-4-7575-4365-2 | 2016年5月10日  | EAN 471-5409-87660-1 | 2015年1月30日  | ISBN 978-988-8318-14-8 |
| 7    | 2014年11月25日   | ISBN 978-4-7575-4479-6 | 2016年6月16日  | EAN 471-5409-87680-9 | 2015年5月29日  | ISBN 978-988-8318-75-9 |
| 8    | 2015年7月10日    | ISBN 978-4-7575-4700-1 | 2016年7月13日  | EAN 471-5409-87696-0 |                |                        |
| 9    | 2015年12月25日   | ISBN 978-4-7575-4842-8 | 2016年8月9日   | EAN 471-3006-54005-5 |                |                        |
| 10   | 2016年3月25日    | ISBN 978-4-7575-4922-7 | 2016年12月6日  | EAN 471-3006-54033-8 |                |                        |
| 11   | 2016年9月24日    | ISBN 978-4-7575-5106-0 | 2017年3月23日  | EAN 471-3006-54049-9 |                |                        |
| 12   | 2017年4月25日    | ISBN 978-4-7575-5335-4 | 2017年9月23日  | EAN 471-3006-54091-8 |                |                        |
| 13   | 2017年10月25日   | ISBN 978-4-7575-5507-5 | 2018年3月9日   | EAN 471-3006-54128-1 |                |                        |
| 14   | 2018年4月25日    | ISBN 978-4-7575-5701-7 | 2018年10月3日  | EAN 471-3006-54176-2 |                |                        |
| 15   | 2018年11月24日   | ISBN 978-4-7575-5924-0 | 2019年6月12日  | EAN 471-3006-54214-1 |                |                        |
| 16   | 2019年8月24日    | ISBN 978-4-7575-6259-2 | 2020年1月17日  | EAN 471-3006-54243-1 |                |                        |

- 公式書

| 卷數 | 日文標題 | 史克威爾艾尼克斯 | 史克威爾艾尼克斯       |
| 卷數 | 日文標題 | 發售日期         | ISBN                   |
| ---- | -------- | ---------------- | ---------------------- |
| 9.5  |          | 2015年12月25日   | ISBN 978-4-7575-4843-5 |

## 電視動畫
於2016年1月播放。

### 製作人員
- 原作：岩原裕二（揭載《月刊BIG GANGAN》Square Enix刊）
- 監督：龜井幹太
- 系列構成：菅正太郎
- 人物設計：松竹德幸
- 機械設計：常木志伸
- 道具設計：Ripa
- 總作畫監督：Ripa、吉井弘幸
- 動作監修：江畑諒真
- 美術設計：谷內優穗、川村巧
- 美術監督：竹田悠介、垣堺司、岡本春美
- 色彩設計：加藤里惠
- 3DCG監製：井野元英二
- 3DCG監督：越田祐史
- 2D製作：荒木宏文
- 攝影監督：出水田和人（T2 studio）
- 編集：定松剛（SATELIGHT）
- 音響監督：明田川仁
- 音樂：椎名豪、藤澤慶昌
- 音樂監製：齋藤滋
- 音樂製作：Lantis、I WILL
- 動畫製作：Studio 3Hz×Orange
- 製作：DW製作委員會

### 主題曲
片頭曲《Genesis》(1話 ～ 12話 / OVA)
Created by STEREO DIVE FOUNDATION
片尾曲《Contrast》(1話 ～ 11話 / OVA)
作詞：takao，作曲：テラ，編曲、主唱：Fo'xTails

### 各話標題
| 話數    | 日文標題 | 中文標題             | 劇本                | 分鏡     | 演出            | 作畫監督                                                              |
| ------- | -------- | -------------------- | ------------------- | -------- | --------------- | --------------------------------------------------------------------- |
| File.01 |          | 回收者               | 菅正太郎            | 龜井幹太 | 小川優樹        |                                                                       |
| File.02 |          | 失敗者               | 菅正太郎            | 福田道生 | 柴田彰久        | 田中志穗                                                              |
| File.03 |          | 追蹤NUMBERS          | 菅正太郎            | 河野利幸 | 熨斗谷充孝      | 原田峰文、櫻井正明                                                    |
| File.04 |          | 潛藏於八十神湖的謎團 | 菅正太郎 松家雄一郎 | 龜井幹太 | 鈴木拓磨        | 渡部貴喜                                                              |
| File.05 |          | 亡者的可能性         | 松家雄一郎          | 福田道生 | 松林唯人        | 佐藤勝行、關口亮輔                                                    |
| File.06 |          | 非洲之風             | 檜垣亮              | 詩村宏明 | 秦義人          | 有我洋美                                                              |
| File.07 |          | 來自過去的呼聲       | 檜垣亮              | 龜井幹太 | 室谷靖          | 服部聰志                                                              |
| File.08 |          | 墮入虛無的島嶼       | 檜垣亮              | 詩村宏明 | 川越崇弘        | 田中志穗、                                                            |
| File.09 |          | 阿德拉斯蒂爾的關鍵   | 檜垣亮              | 柳沼和良 | 熨斗谷充孝      | 櫻井正明、飯飼一幸 山崎敦子、服部益實 、桝井一平 鈴木伸一             |
| File.10 |          | 甦醒的噩夢           | 龜井幹太            | 龜井幹太 | 博史池畠        | 若山政志、大高雄太 鶴窪久子                                           |
| File.11 |          | 消失的創世紀         | 檜垣亮              | 橘正紀   | 橘正紀          | 服部聰志、有我洋美 秋月彩、田中志穗 、池津壽惠                        |
| File.12 |          | 抵達的未來           | 檜垣亮              | 龜井幹太 | 室谷靖 龜井幹太 | 秋谷有紀惠、吉井弘幸 田中志穗、 鶴窪久子、若山政志 服部聰志、大高雄太 |

### 播放電視台
| 播放地區 | 播放電視台 | 播放日期               | 播放時間（UTC+9）         | 所屬聯播局 | 備註       |
| -------- | ---------- | ---------------------- | ------------------------- | ---------- | ---------- |
| 東京都   | TOKYO MX   | 2016年1月10日－3月27日 | 星期日 22時30分－23時00分 | 獨立局     |            |
| 京都府   | KBS京都    | 2016年1月10日－3月27日 | 星期日 23時00分－23時30分 | 獨立局     |            |
| 兵庫縣   | SUN電視台  | 2016年1月10日－3月27日 | 星期日 25時00分－25時30分 | 獨立局     |            |
| 愛知縣   | 愛知電視台 | 2016年1月10日－3月27日 | 星期日 25時35分－26時05分 | 東京電視網 |            |
| 日本全國 | BS11       | 2016年1月12日－        | 星期二 24時00分－24時30分 | 衛星電視   | ANIME+節目 |
| 日本全國 | AT-X       | 2016年1月14日－        | 星期四 24時00分－24時30分 | 衛星電視   | 有重播     |

### BD
| 卷數 | 發售日期      | 收錄話數       | 規格編號  |
| ---- | ------------- | -------------- | --------- |
| 1    | 2016年3月25日 | 第1話－第2話   | BCXA-1101 |
| 2    | 2016年4月22日 | 第3話－第4話   | BCXA-1102 |
| 3    | 2016年5月27日 | 第5話－第6話   | BCXA-1103 |
| 4    | 2016年6月24日 | 第7話－第8話   | BCXA-1104 |
| 5    | 2016年7月22日 | 第9話－第10話  | BCXA-1105 |
| 6    | 2016年8月26日 | 第11話－第12話 | BCXA-1106 |

## 外部連結
- （日語）Dimension W | 作品介紹 | 月刊BIG GANGAN | SQUARE ENIX（页面存档备份，存于）
- （日語）Dimension W | 作品介紹 | 年輕衝擊 YOUNG GANGAN OFFICIALSITE
- （日語）Dimension W 動畫官網（页面存档备份，存于）
- Dimension W －第四次元－的X（前Twitter）